# اكبح حماسك (مسلسل)
اكبح حماسك (بالإنجليزية: Curb Your Enthusiasm) هو مسلسل تلفزيوني كوميدي أمريكي أنتج وعرض على شاشة قناة إتش بي أو، حيث بدأ عرضه للمرة الأولى في 15 أكتوبر 2000 وتم عرض 110 حلقة في 11 موسم آخرها كان في ديسمبر 2021. قام بتأليف المسلسل لاري ديفيد المؤلف الشريك لمسلسل ساينفيلد، والذي هو أيضا بطل المسلسل مصورا نسخة من نفسه. يصور المسلسل حياة لاري ديفيد ككاتب تلفزيوني شبه متقاعد يسكن في لوس أنجلوس ولاحقا في مدينة نيويورك.
بشكل مشابه لساينفيلد، فمسلسل اكبح حماسك يصور دقائق الحياة اليومية وخاصة تلك التي تتعلق بمشاكل وأخطاء لاري ديفيد، وتصرفات الناس المزعجين من حوله، وتفاعله معهم.

## وصلات خارجية
- اكبح حماسك على موقع IMDb (الإنجليزية)
- اكبح حماسك على موقع ميتاكريتيك (الإنجليزية)
- اكبح حماسك على موقع الموسوعة البريطانية (الإنجليزية)
- اكبح حماسك على موقع روتن توميتوز (الإنجليزية)
- اكبح حماسك على موقع كينوبويسك (الروسية)
- اكبح حماسك على موقع ألو سيني (الفرنسية)
- اكبح حماسك على موقع قاعدة بيانات الفيلم (الإنجليزية)

- الموقع الرسمي للمسلسل